# فارسان
فارسان شهری در استان چهارمحال و بختیاری و مرکز شهرستان فارسان در ایران است. .

## جغرافیا
شهر فارسان در ۵۰ درجه و ۳۵ دقیقه طول شرقی جغرافیایی و ۳۲ درجه و ۱۶ دقیقه عرض شمالی جغرافیایی، و ارتفاع ۲۰۷۲ متر از سطح دریا در یک منطقه کوهستانی قرار دارد. شهر فارسان در ۳۵ کیلومتری شهرکرد، میان پیشکوه‌های زاگرس در مکان مرتفع و خوش آب‌وهوا بنا گردیده و کوه کلک معروف به کوه کبود در جنوب شهر قرار دارد و اکثر ماه‌های سال پوشیده از برف است در اطراف این شهر چشمه ساران و ییلاق‌های خوش آب‌وهوایی وجود دارد؛ که فصول گرم سال از مناطق مختلف کشور جهت تفریح و تنوع آب‌وهوا به این شهر مسافرت می‌کنند. رود سراب غرب و جنوب این شهر را مشروب می‌سازد.

## جمعیت
بر پایه سرشماری عمومی نفوس و مسکن در سال ۱۳۹۵ جمعیت این شهر ۳۰٬۵۰۴ نفر (در ۸٬۴۰۰ خانوار) بوده است.

## گردشگری

### جاذبه‌های تاریخی
1. تپه چغاپنجعلی: تپه چغاپنجعلی حاوی آثاری مربوط به هزاره ۵ و ۴ قبل از میلاد، هزاره اول ب م - دوره ساسانیان - سده‌های میانی و متأخر دوران‌های تاریخی پس از اسلام است و در جنوب شهر فارسان واقع شده است. این اثر در تاریخ ۱۲ شهریور ۱۳۸۶ با شمارهٔ ثبت ۱۹۵۲۶ به‌عنوان یکی از آثار ملی ایران به ثبت رسیده است. (این که نوشته شده این تپه مربوط به هزاره ۵ و ۴ قبل از میلاد، هزاره اول ب م - دوره ساسانیان - سده‌های میانی و متأخر دوران‌های تاریخی پس از اسلام است نیاز به منبع معتبر دارد وگرنه مطالب فاقد منبع قابل حذف اند. باسپاس).
2. مسجد جامع فارسان: مسجد جامع فارسان مربوط به دوره قاجار است و در فارسان، میدان مسجد جامع واقع شده است. این اثر در تاریخ ۱۲ شهریور ۱۳۸۶ با شمارهٔ ثبت ۱۹۵۰۱ به‌عنوان یکی از آثار ملی ایران به ثبت رسیده است.[۹]

- کتیبه مشروطیت پیرغار[۱۰]

### مراکز تفریحی
مهم‌ترین مرکز تفریحی فارسان، پیرغار واقع در ۴ کیلومتری شهر در روستای ده چشمه است. پیرغار در دامنه کوه لاخرسان قرار گرفته و مشتمل بر چشمه ای پرآب، آبشار فصلی و منطقه جنگلی است. سنگ نوشته دوران مشروطه که شرح لشکرکشی بختیاری‌ها به تهران در انقلاب مشروطه است نیز در این تفریحگاه واقع شده است. این سنگ نوشته به دستور سردار اسعد بختیاری حجاری شده است.

## صنایع دستی
از مهم‌ترین صنایع دستی که قدمتی دیرینه دارد، بافتن فرش دست‌باف است که در روستاهای مختلف با طرح‌ها و نقش‌های متفاوتی بافته می‌شود. سایر دست‌بافته‌ها که هنوز در این شهر رایج است عبارت‌اند از: گلیم‌بافی، جاجیم‌بافی، چوغا بافی، خرسک‌بافی (نوعی قالیچه)، نمدمالی، کلاه‌مالی، می نا دوزی، لچک‌دوزی و گیوه‌دوزی.

## ورزش حرفه‌ای
در سالهای گذشته، دو تیم از شهر فارسان در بالاترین سطح ورزش حرفه‌ای کشور حضور داشته‌اند.
1. تیم فوتبال ساحلی بانوان فارسان که در لیگ برتر کشور حضور دارد.
2. تیم تیراندازی با کمان فارسان که در سال ۹۳ قهرمان لیگ برتر کشور شد.[۱۱]

## مراکز آموزش عالی
* دانشگاه هنر فارسان
* دانشگاه آزاد واحد فارسان
* دانشگاه پیام نور واحد فارسان
* دانشگاه جامع علمی کاربردی واحد فارسان